# Campeonato Mundial de Esqui Estilo Livre de 2015 - Moguls feminino
A prova do moguls feminino do Campeonato Mundial de Esqui Estilo Livre de 2015 foi disputada no dia 18 de janeiro em Kreischberg na Áustria.  Participaram 36 atletas de 17 nacionalidades.

## Medalhistas
| Ouro                          | Prata                | Bronze             |
| Justine Dufour-Lapointe (CAN) | Hannah Kearney (USA) | Britteny Cox (AUS) |

## Resultados

### Qualificação
36 esquiadoras participaram do processo qualificatório. As 18 melhores avançaram para a final.
| Pos. | Bib | Esquiadora              | Nacionalidade  | Corrida 1 | Corrida 2 | Notas |
| ---- | --- | ----------------------- | -------------- | --------- | --------- | ----- |
| 1    | 1   | Justine Dufour-Lapointe | Canadá         | 86.21     |           | Q     |
| 2    | 2   | Hannah Kearney          | Estados Unidos | 84.70     |           | Q     |
| 3    | 6   | Britteny Cox            | Austrália      | 81.74     |           | Q     |
| 4    | 5   | Maxime Dufour-Lapointe  | Canadá         | 80.85     |           | Q     |
| 5    | 11  | Yulia Galysheva         | Cazaquistão    | 80.42     |           | Q     |
| 6    | 9   | Nikola Sudova           | Chéquia        | 80.24     |           | Q     |
| 7    | 20  | Sophia Schwartz         | Estados Unidos | 79.55     |           | Q     |
| 8    | 14  | Junko Hoshino           | Japão          | 77.57     |           | Q     |
| 9    | 25  | Marika Pertakhiya       | Rússia         | 77.05     |           | Q     |
| 10   | 21  | Ali Kariotis            | Estados Unidos | 74.87     | 79.68     | Q     |
| 11   | 13  | Keaton McCargo          | Estados Unidos | 75.54     | 77.57     | Q     |
| 12   | 18  | Regina Rakhimova        | Rússia         | 73.66     | 76.76     | Q     |
| 13   | 8   | Deborah Scanzio         | Suíça          | 76.96     | 75.92     | Q     |
| 14   | 4   | KC Oakley               | Estados Unidos | 76.86     | 75.62     | Q     |
| 15   | 17  | Hedvig Wessel           | Noruega        | 72.69     | 74.97     | Q     |
| 16   | 27  | Julia Nilsson           | Suécia         | 71.04     | 74.28     | Q     |
| 17   | 12  | Perrine Laffont         | França         | 74.19     | 74.09     | Q     |
| 18   | 26  | Laura Grasemann         | Alemanha       | 70.37     | 73.47     | Q     |
| 19   | 16  | Seo Jee-won             | Coreia do Sul  | 72.61     | 72.71     |       |
| 20   | 29  | Aurora Amundsen         | Noruega        | 69.02     | 71.70     |       |
| 21   | 39  | Lara Frost              | Alemanha       | 65.02     | 68.30     |       |
| 22   | 28  | Katharina Foerster      | Alemanha       | 59.65     | 67.88     |       |
| 23   | 31  | Ellie Koyander          | Grã-Bretanha   | 68.18     | 67.33     |       |
| 24   | 32  | Azusa Ito               | Japão          | 66.55     | 64.63     |       |
| 25   | 35  | Ning Qin                | China          | 64.51     | 62.51     |       |
| 26   | 19  | Satsuki Ito             | Japão          | 74.99     | 61.11     |       |
| 27   | 38  | Melanie Meilinger       | Áustria        | 52.99     | 58.20     |       |
| 28   | 30  | Ako Iwamoto             | Japão          | 69.38     | 33.46     |       |
| 29   | 22  | Nicole Parks            | Austrália      | 68.84     | DNF       |       |
| 30   | 40  | Karin Hackl             | Áustria        | 51.41     |           |       |
| 31   | 36  | Nina Kern               | Áustria        | 49.82     |           |       |
| 32   | 3   | Chloe Dufour-Lapointe   | Canadá         | 48.29     |           |       |
| 33   | 34  | Tetiana Petrova         | Ucrânia        | 46.67     |           |       |
| 34   | 10  | Andi Naude              | Canadá         | 44.54     |           |       |
| 35   | 37  | Katharina Ramsauer      | Áustria        | 44.00     |           |       |
| 36   | 33  | Seo Jung-hwa            | Coreia do Sul  | 40.18     |           |       |

### Final
As 18 esquiadoras disputaram no dia 18 de janeiro a final da prova.
| Pos.              | Bib | Esquiadora              | Nacionalidade  | Corrida 1 | Corrida 2 |
| ----------------- | --- | ----------------------- | -------------- | --------- | --------- |
| Medalha de ouro   | 1   | Justine Dufour-Lapointe | Canadá         | 83.19     | 87.25     |
| Medalha de prata  | 2   | Hannah Kearney          | Estados Unidos | 82.58     | 85.66     |
| Medalha de bronze | 6   | Britteny Cox            | Austrália      | 82.56     | 81.98     |
| 4                 | 5   | Maxime Dufour-Lapointe  | Canadá         | 81.26     | 80.92     |
| 5                 | 11  | Yulia Galysheva         | Cazaquistão    | 81.08     | 79.30     |
| 6                 | 18  | Regina Rakhimova        | Rússia         | 79.61     | 78.47     |
| 7                 | 8   | Deborah Scanzio         | Suíça          | 79.51     |           |
| 8                 | 21  | Ali Kariotis            | Estados Unidos | 78.33     |           |
| 9                 | 26  | Laura Grasemann         | Alemanha       | 78.14     |           |
| 10                | 25  | Marika Pertakhiya       | Rússia         | 76.14     |           |
| 11                | 14  | Junko Hoshino           | Japão          | 75.12     |           |
| 12                | 13  | Keaton McCargo          | Estados Unidos | 75.07     |           |
| 13                | 12  | Perrine Laffont         | França         | 74.84     |           |
| 14                | 17  | Hedvig Wessel           | Noruega        | 74.64     |           |
| 15                | 27  | Julia Nilsson           | Suécia         | 73.58     |           |
| 16                | 9   | Nikola Sudova           | Chéquia        | 73.41     |           |
| 17                | 20  | Sophia Schwartz         | Estados Unidos | 72.73     |           |
| 18                | 4   | KC Oakley               | Estados Unidos | 34.66     |           |

Legenda
| Recorde mundial       | Recorde mundial (World record)               |                       | Recorde africano                      | Recorde africano (African) |                                           | Q | Classificado por posição (Qualified) |
| Recorde do campeonato | Recorde do campeonato (Championship record)  | Recorde da América    | Recorde da América (Americas)         | q                          | Classificado por melhor tempo (Qualified) |   |                                      |
| Melhor marca do ano   | Melhor marca do ano (World leading)          | Recorde asiático      | Recorde asiático (Asian)              | DNS                        | Não largou (Did not start)                |   |                                      |
| Recorde nacional      | Recorde nacional (National record)           | Recorde europeu       | Recorde europeu (European)            | DNF                        | Não terminou (Did not finish)             |   |                                      |
| Recorde pessoal       | Recorde pessoal do atleta (Personal best)    | Recorde da Oceania    | Recorde da Oceania (Oceania)          | DSQ / DQ                   | Desclassificado (Disqualified)            |   |                                      |
| Recorde da temporada  | Recorde da temporada do atleta (Season best) | Recorde sul-americano | Recorde sul-americano (South America) | NM                         | Sem marca (No mark)                       |   |                                      |